# Alaszkai fehér farkas
Az alaszkai fehér farkas (Canis lupus tundrarum), a szürke farkas (Canis lupus) alfaja.

## Előfordulása
Természetes élőhelye az alaszkai tundrák.
Annak ellenére, hogy kevés európai állatkert tart alaszkai fehér farkasokat, Magyarország állatkertjeiben elterjedt alfajnak számít. Éppen ritkasága okozza a problémát, hiszen nagyfokú a rokonság a magyarországi egyedek között. Ajánlatos lenne idegen vérvonalú egyedekkel frissíteni az állományt, hogy a farkasalfaj ne tűnjön el a magyarországi, illetve európai állatkertből.

## Tulajdonságai
Testhossza átlag 130–160 centiméter, farkhossza 40-50 centiméter, testtömege a hímnek 20–80 kilogramm, a nőstény pedig 18–55 kilogramm.
Jellegzetes teljesen fehér színű bundája.
Az egyik legnagyobb farkas alfaj.
testhossza 100-150 centiméter (farok nélkül)
magassága 56-80 centiméter (a nőstények kisebbek)
a hím tömege 35-80 kg, a nőstényé 18-55 kg
ivaréretté válás a hímeknél 3 éves, a nősténynél 2 éves korban
alkalmanként 4-5 kölyök az alomban
vemhesség időtartama 61-63 nap
átlagéletkoruk 12-17 év

## Életmód
A kisebb állatoktól a nagyvadakig mindent elfogyaszt, néha növényi eledelt is eszik. Szigorú sorrendű falkákban él és vadászik.

## Szaporodása
A szaporodás az alfa pár kizárólagos joga, a felnevelésben a csapat többi tagja is részt vesz.